# Översttjärnen (Nederkalix socken, Norrbotten)
Översttjärnen är en sjö i Kalix kommun i Norrbotten och ingår i Kalixälvens huvudavrinningsområde.